# 小川文象
小川 文象（おがわ ぶんぞう、1979年 - ）は、日本の建築家。山口県生まれ。広島市西区に建築設計事務所「FUTURE STUDIO」を主宰。

## 代表作品
- Miss Hiroshima（2014年日本建築学会作品選集新人賞）
- 道の駅 なぶら土佐佐賀（2014）
- 広島市内の公園で公衆トイレを整備するプロジェクト（2009-）
- Light Valley（2013）
- Wrap House（2014）
- 光舞台の家（2012）
- スケルトンハウス（2008年SD賞入選）
- l'ombre de ange